# Jani Soininen
Jani Markus Soininen (Jyväskylä, 12 de noviembre de 1972) es un deportista finlandés que compitió en salto en esquí. 
Participó en dos Juegos Olímpicos de Invierno, obteniendo dos medallas en Nagano 1998, oro en el trampolín normal individual y plata en el trampolín grande individual, además del quinto lugar en Lillehammer 1994 (trampolín grande individual y prueba por equipos).
Ganó tres medallas en el Campeonato Mundial de Esquí Nórdico entre los años 1995 y 2001.

## Palmarés internacional
| Juegos Olímpicos   | Juegos Olímpicos     | Juegos Olímpicos | Juegos Olímpicos |
| Año                | Lugar                | Medalla          | Prueba           |
| ------------------ | -------------------- | ---------------- | ---------------- |
| 1998               | Nagano (Japón)       | Medalla de oro   | TN individual    |
| 1998               | Nagano (Japón)       | Medalla de plata | TG individual    |
| Campeonato Mundial |                      |                  |                  |
| Año                | Lugar                | Medalla          | Prueba           |
| 1995               | Thunder Bay (Canadá) | Medalla de oro   | TG por equipos   |
| 1997               | Trondheim (Noruega)  | Medalla de oro   | TG por equipos   |
| 2001               | Lahti (Finlandia)    | Medalla de plata | TG por equipos   |